# Überschwemmungen und Erdrutsche in Petrópolis 2022
Bei Überschwemmungen und Erdrutschen in Petrópolis im brasilianischen Bundesstaat Rio de Janeiro starben mindestens 231 Menschen, darunter mindestens 27 Kinder und Jugendliche, und es kam zu schweren Schäden in der Stadt. Die Schlammlawine wurde durch starke Regenfälle und eine Reihe von Überschwemmungen ausgelöst.

## Hintergrund
Petrópolis ist eine beliebte Touristenstadt in Brasilien und im Zuge ihres Wachstums haben sich die ärmeren Einwohner an den nahe gelegenen Berghängen angesiedelt. Dies führte zu Abholzungen und schlechter Entwässerung in diesen Gebieten der Stadt. Die lokalen Behörden von Petrópolis ordneten 2017 eine Untersuchung an und ermittelten 15.240 Häuser mit einem hohen Risiko, durch starke Regenfälle zerstört zu werden, was etwa 18 % der Stadt entspricht. Die Stadt war jedoch nicht in der Lage, auf diesen Bericht hin tätig zu werden.
Das Nationale Zentrum zur Überwachung von Naturkatastrophen (Cemaden) gab zwei Tage vor den Überschwemmungen am 15. Februar eine Warnung über das Ausmaß des Sturms heraus. Nach Ansicht von Fachleuten hätte diese Warnung die Behörden dazu veranlassen müssen, die Evakuierung der Bewohner einzuleiten.

## Ereignis

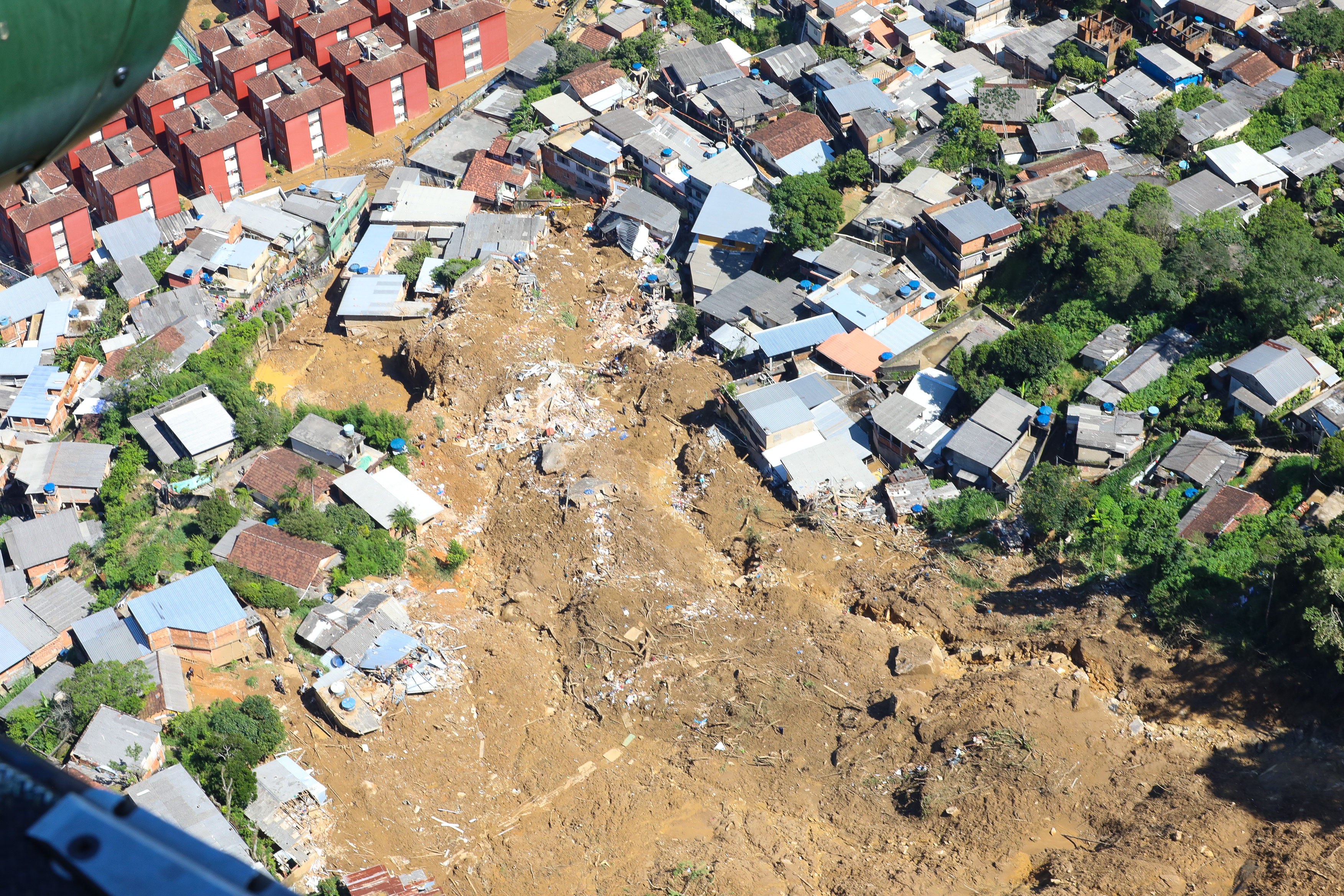
Erdrutsche verursachten schwere Schäden, wie auf Aufnahmen vom 18. Februar erkenntlich

Am 15. Februar 2022 regnete es in der Stadt Petrópolis innerhalb von drei Stunden ungewöhnlich viel. Mit 258 mm Regen fiel mehr als in den vorangegangenen 30 Tagen zusammen, dies waren zugleich die stärksten Regenfälle in der Stadt seit 1932. Nach Angaben von Cemaden wurden an diesem Tag zwischen 16:20 Uhr und 19:20 Uhr 250 mm Regen gemessen. Der klimatologische Normalwert für den Monat Februar liegt bei 185 Millimetern. Es war der stärkste Sturm in der Geschichte von Petrópolis seit Beginn der Messungen im Jahr 1932, der bisherige Rekord wurde am 20. August 1952 aufgestellt, als es innerhalb von 24 Stunden 168,2 mm regnete.
Die starken Niederschläge verursachten Überschwemmungen in der Stadt und destabilisierten den Berghang, was zu Schlammlawinen führte. In den sozialen Medien wurden Videos der Katastrophe verbreitet, auf denen zu sehen ist, wie Autos und Häuser von Erdrutschen mitgerissen werden. Mindestens 231 Menschen sind ums Leben gekommen.

## Reaktionen
Petrópolis’ Stadtverwaltung rief drei Tage der Trauer aus.
Cláudio Castro, der Gouverneur des Bundesstaates Rio de Janeiro, verglich die Situation mit der eines Kriegsgebiets: „Die Situation ist fast wie im Krieg […] an Masten hängende Autos, umgestürzte Autos, immer noch viel Schlamm und Wasser“.
Präsident Jair Bolsonaro, der sich zum Zeitpunkt der Überschwemmungen auf einer diplomatischen Reise nach Russland und Ungarn befand, bekundete seine Solidarität mit der Stadt. Später wurde bestätigt, dass Bolsonaro Petrópolis bei seiner Rückkehr nach Brasilien besuchen würde. Die brasilianische Bundesregierung kündigte außerdem an, der Stadt 2,3 Millionen Real, umgerechnet rund 400.000 Euro, zur Verfügung zu stellen.
Das Gesundheitsministerium erklärte, dass es die Situation durch die Bereitstellung medizinischer Ressourcen verbessern werde. Das Ministerium teilte außerdem mit, dass 13 Basisgesundheitsstationen (UBS) und eine Notfallstation (UPA) durch die Überschwemmungen beschädigt wurden.